# Twistin' the Night Away
Twistin' the Night Away è un brano musicale del cantante statunitense Sam Cooke incluso nell'omonimo album. Pubblicato come singolo il 9 gennaio 1962, il brano ha raggiunto la nona posizione nella Billboard Hot 100 e la prima posizione nella classifica Billboard R&B. Ha inoltre raggiunto la sesta posizione nella UK Singles Chart. In Italia la canzone è utilizzata dalla stagione 2015-2016 come colonna sonora del programma televisivo Che tempo che fa. È inoltre presente nella colonna sonora del film Salto nel buio.

## Formazione
- Sam Cooke – voce solista
- René Hall – chitarra, arrangiamento, direzione
- Clifton White, Tommy Tedesco – chitarra
- Red Callender – basso
- Earl Palmer – batteria
- Eddie Beal – pianoforte
- Stuart Williamson – tromba
- John Ewing – trombone
- Jewell Grant – sax baritono